# Horná Krupá
Horná Krupá je obec na Slovensku v okrese Trnava. Nachází se v severní části okresu asi 20 km od Trnavy.

## Zajímavosti
- římskokatolický kostel svatého Mikuláše z roku 1741.